# Observatorio del Parque Provincial Killarney

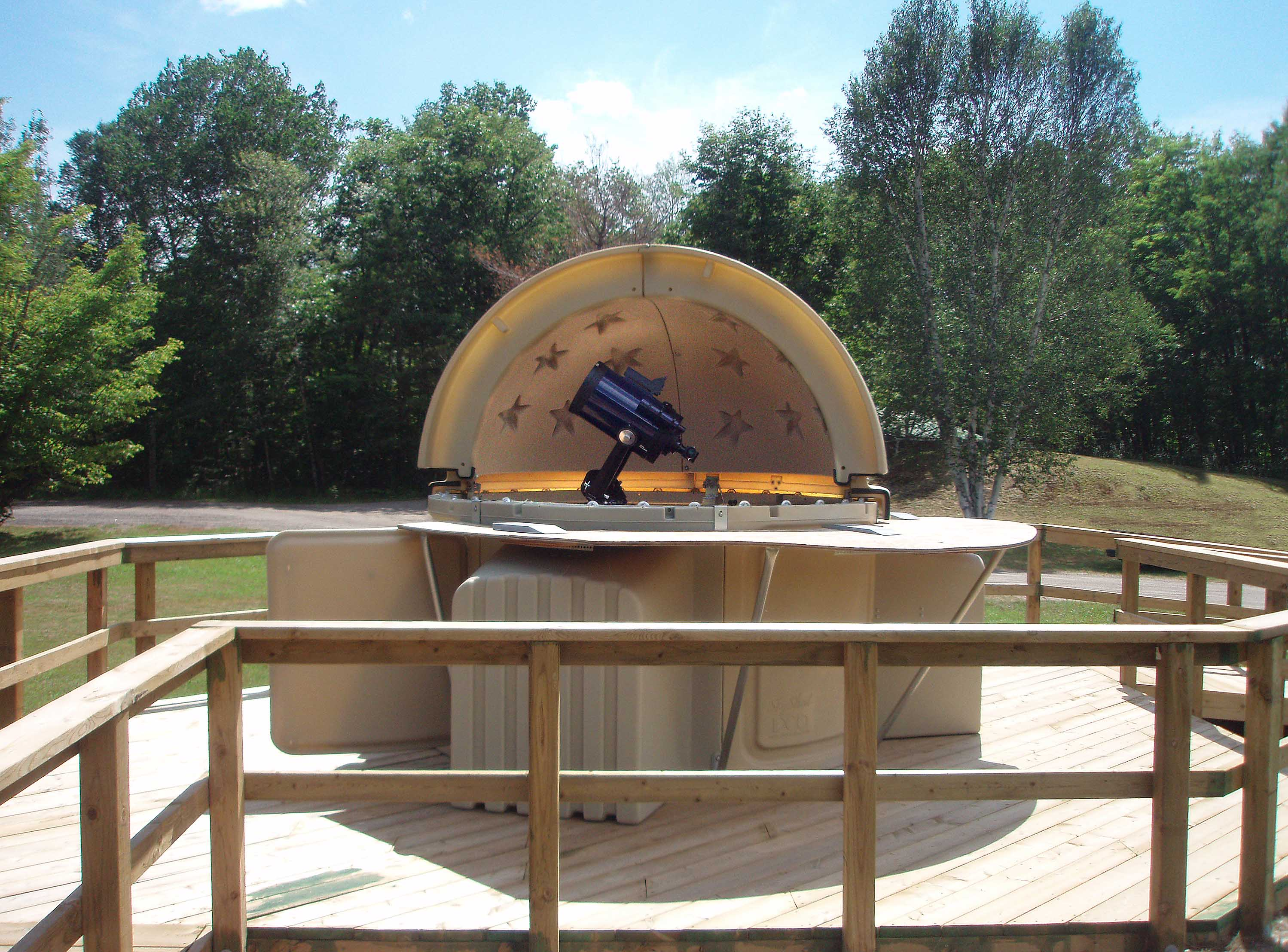
Observatorio del Parque Provincial Killarney

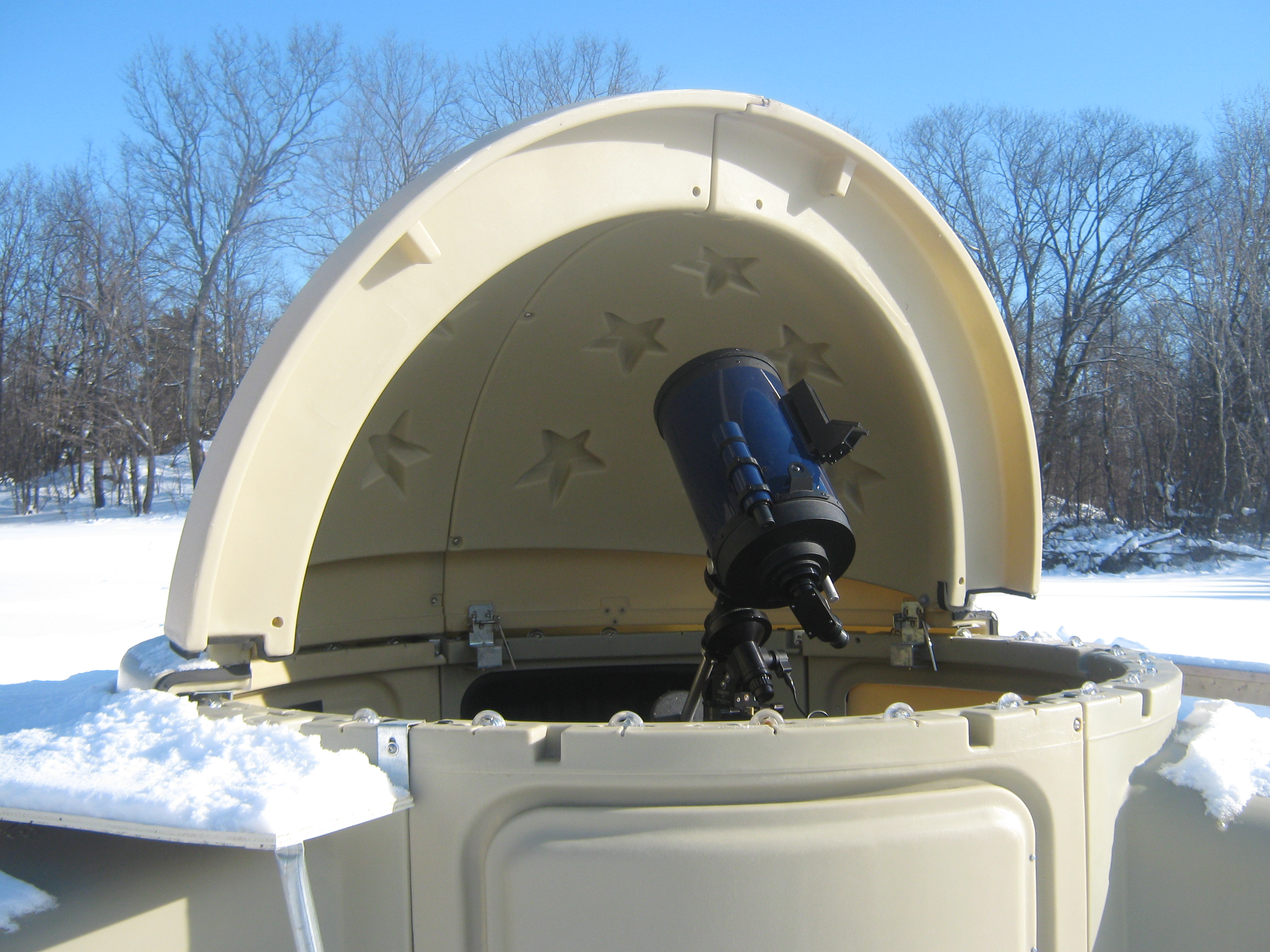
Observatorio con el montaje Losmandy G11 instalado

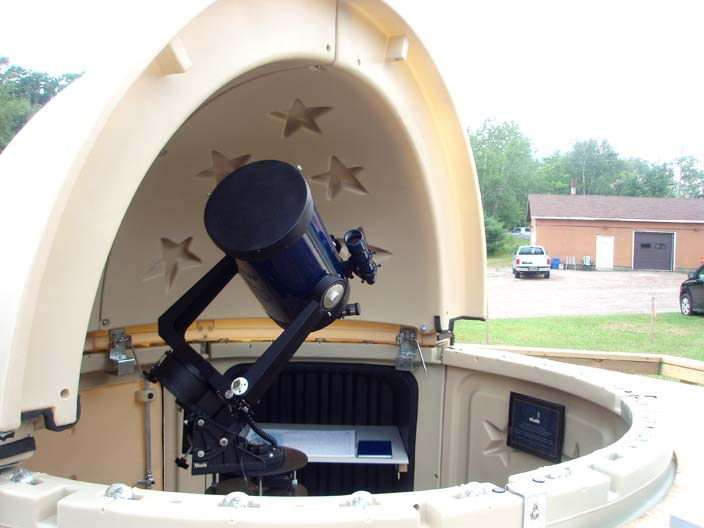

El Observatorio del Parque Provincial Killarney es un microobservatorio, en el Parque Provincial Killarney, cerca del George Lake Campground (Killarney, Ontario, Canadá). Fue abierto el 17 de julio de  2010 siendo el primer observatorio público operando en algún Parque Provincial de Ontario (ya que el Radio Observatorio Algonquin, estacionado en el Parque Provincial Algonquin es operado privadamente).
El Observatorio del Parque Provincial Killarney utiliza un SkyShed GPOD XL3 con dos puertas, y aloja un telescopio Meade 10" LX5. El domo es completamente realizado con material plástico reciclado (Re-HDPE) y el telescopio apoya sobre un pie acerado. El observatorio y el telescopio fueron donados por la Familia Waters, para celebrar 25 años consecutivos de observaciones astronómicas de Bruce Waters, a más de 5.000 visitantes del parque. El telescopio y observatorio se sitúan en una terraza con dos rampas (para facilitar el movimiento de personas) donadas por los Amigos del Parque Killarney.  El 29 de enero de 2011, Bill y la familia Gardner, donaron e instalaron un calificado montaje Losmandy G11 con Gemini GoTo. Esa generosa donación aumentó, en gran medida, la capacidad del sistema, especialmente porque es más fácil para los observadores novatos, de utilizar la instalación.
Si bien el Observatorio puede usarse para presentaciones especiales de grandes audiencias (con más de 200 personas), y por agentes del parque del "Patrimonio Natural de Educación" (Natural Heritage Education: NHE), la verdadera belleza de la instalación es que se ha optimizado para el uso en autoservicio. Esto permite que cualquier persona que visite este parque de acceso gratuito, a un Observatorio de alta calidad para aficionados y, a este respecto, el Observatorio Provincial Killarney  puede ser el primero libre, de instalaciones públicas, con autouso de América del Norte.  En este momento, debe llamarse al parque con anticipación para solicitar información sobre su uso.

## Actividades del Observatorio
Este Observatorio tiene la mayoría del equipamiento que un astrónomo amateur necesita usar. La lista, a continuación, será de utilidad en la planificación de un viaje a las instalaciones. Tenga en cuenta que, mientras que el principal instrumento es el telescopio Meade LX 5 series, el montaje Losmandy G11 con Géminis GoTo se ha añadido en lugar del montaje original como teodolito.
| - Equipo del telescopio reflector - Tubo óptico del telescopio de 254 mm Meade Schmidt–Cassegrain - Montaje Losmandy G-11 Gemini - Buscador Telrad - Finder Scope - Trípode de repuesto (normalmente no necesario, ya que el telescopio se encuentra en un muelle de acero) - Oculares y Filtros - 32 mm, 24 mm, 19 mm Televue Radian, 2x barlow - Filtro lunar - Maletín con oculares: - 2” base y diagonal - adaptadores de 2” a 1 1/4” - Cartas estelares y guías de observación - Norton's Star Atlas - Celestial Sampler: 60 Small-Scope Tours for Starlit Nights | - Star Charts and Observing Guides (continued) - Sky and Telescope’s Pocket Atlas - Sky Atlas 2000 Deluxe Edition - Night Watch - Otros ítems - Inversor CA (para uso con batería de 12 voltios) - Conector CA (para uso con 120 V - si se dispone) - Pack de batería portable (disponible en la Oficina del Parque) - Protección por rocío - Corrector Cover - Stool - Escalera de mano - Aerosol antibichos (nunca se debe utilizar cerca del telescopio, por los productos químicos que dañan la placa de vidrio correctora en el frente) - Libro del Observatorio - por favor registrar todas las observaciones |